# Шеморбаш
Шеморбаш — село в Рыбно-Слободском районе Татарстана. Административный центр Шеморбашского сельского поселения.

## География
Находится в центральной части Татарстана на расстоянии приблизительно 39 км на северо-восток по прямой от районного центра поселка Рыбная Слобода.

## История
Основано в первой половине XVIII века, в начале XX века здесь действовала Петропавловская церковь и две школы. Относится к населенным пунктам с кряшенским населением.

## Население
Постоянных жителей было: в 1782 году — 73 души мужского пола; в 1859—558, в 1897—820, в 1908—911, в 1920—904, в 1926—683, в 1938—936, в 1949—678, в 1958—674, в 1970—508, в 1989—282, в 2002 году 205 (татары 72 %,), в 2010 году 172.